# ジュリオ・アンドレオッティ
ジュリオ・アンドレオッティ（イタリア語: Giulio Andreotti、イタリア語発音: [ˈʤuːljo andreˈɔtti]、1919年1月14日 - 2013年5月6日）は、イタリアの政治家。
冷戦下におけるイタリア最大の反共保守政党・キリスト教民主主義の最高権力者であり、首相（第27・28・33・34・35・47・48代）、外相、国防相、内相、金融相、国庫相、通商産業工業相、公営企業相、文化財・文化活動相、上院議員（終身）、下院議員（11期）を歴任するなどイタリア政界の実力者であったが、同時にマフィアやCIAとの「公然の関係」で知られ、1990年代前半にその座を追われた。

## 略歴

### 政界へ
1919年1月14日、ラツィオ州ローマにおいて3人兄妹の末っ子として生まれ、ローマ大学で法律を学んだ。卒業後の第二次世界大戦後にキリスト教民主主義に入党し、1946年に下院議員に当選した。

### 19回の入閣
下院議員当選の翌年の1947年に、アルチーデ・デ・ガスペリ内閣の首相府の副長官となって以来、冷戦下におけるイタリア最大の反共保守政党となったキリスト教民主主義の実力者として頭角を現し、1954年1月にはアミントレ・ファンファーニ内閣の内相として初入閣し、以降外相や国防相などの要職を兼任（入閣回数は19回）した。

### 3回の首相

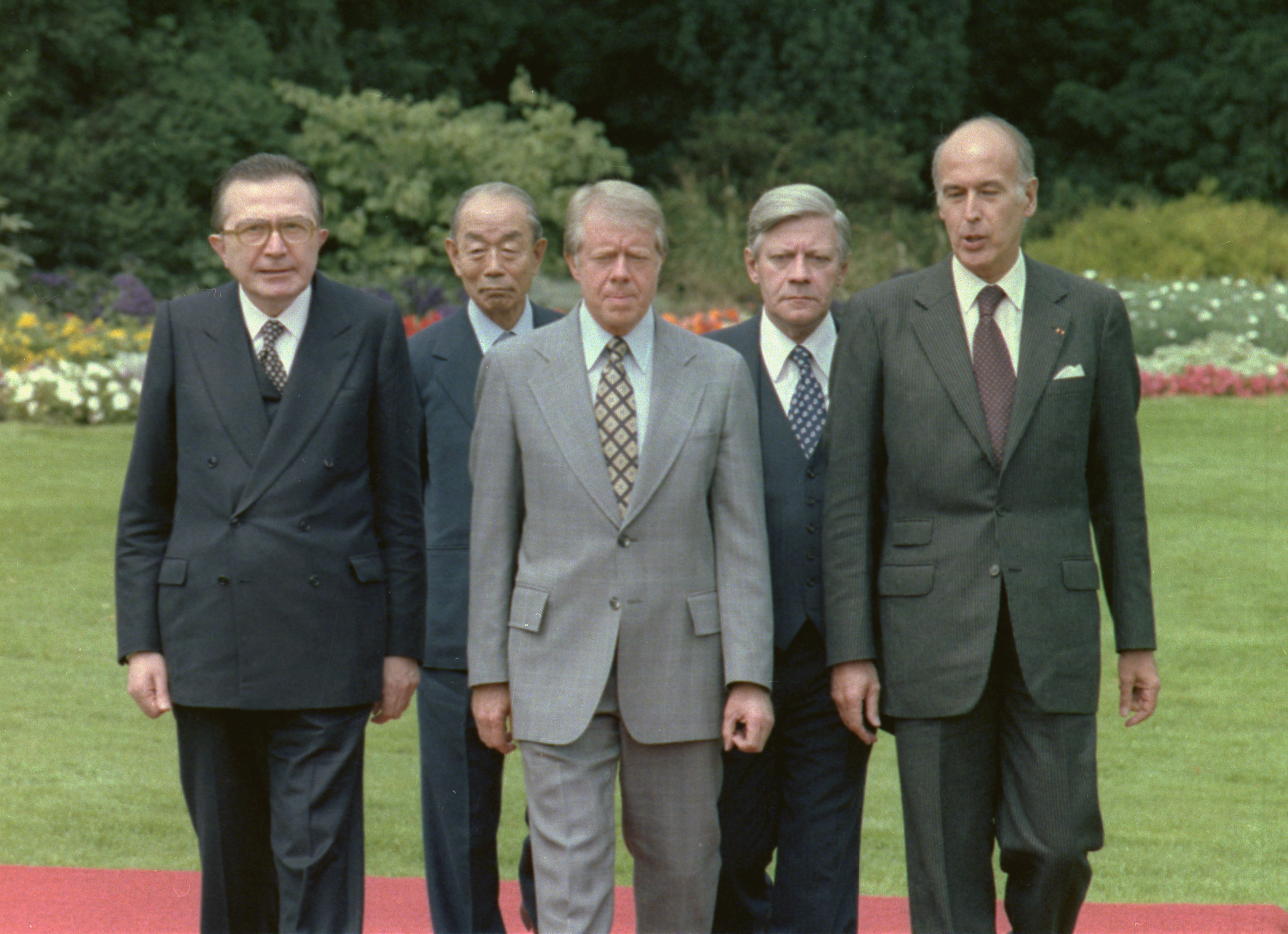
1978年のサミット時（左端）

さらに、1972年2月-1973年7月、1976年7月-1979年8月と1988年7月-1992年6月の3回、合計7つの内閣にわたり首相を勤めた。
3回目の首相在任中の1991年6月に、イタリア国家への貢献が認められて終身上院議員の地位を得る。
なお、アンドレオッティの入閣および首相在任中は、キリスト教民主主義の他のメンバー同様一貫して親西側諸国、反東側諸国（反共）の姿勢をつらぬき、特にNATOを通じて同盟関係にあり、貿易面でもイタリアと関係が深かったアメリカと良好な関係を保っていたと言われている。

### マフィアとの関係
一方、アンドレオッティは首相就任前のみならず首相在任当時も、国内外においてマフィアをはじめとする犯罪組織との親密な関係を持ち、それは「公然たる事実」として扱われていた。マフィアの構成員は、アンドレオッティのことを親しみをこめて「ジュリオおじさん」というニックネームで呼んでいた。実際に、シチリアマフィア（コーザ・ノストラ）のドンのサルヴァトーレ・リイナと抱擁してキス（頬へのキスは同志へ行う所作）をしているところも目撃がされている。
首相在任当時から、イタリアの現代史に残る数々のマフィアがらみの犯罪や暗殺事件への関与が疑われ、殺人罪で有罪判決を受けたこともあるものの、不可解な理由でその判決が覆されたこともあり、実刑判決を受けることはなかった（詳細は後述）。

### ロッジP2

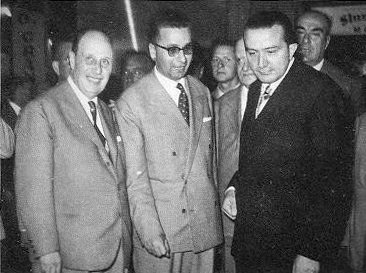
アンドレオッティとジェッリ

また、イタリア政財界人及び軍人を中心とした秘密結社である「ロッジP2」との関係が深く（アンドレオッティ自身は、「ロッジP2」の会員ではなかった）、「ロッジP2」代表のマフィア、アルゼンチンのファン・ペロン大統領などの南アメリカの軍事独裁政権、さらにアメリカの中央情報局（CIA）との関係が深く、1980年のボローニャ駅爆破テロ事件やグラディオ作戦との関係も指摘されている。またカルヴィ暗殺事件の主犯格であるリーチオ・ジェッリとも深い関係を保っていた。
さらに、バチカン銀行の主な取引行であるものの、マフィアのマネーロンダリングにかかわった挙句、15億USドルに上るといわれる使途不明金を抱え1982年に破綻したアンブロシアーノ銀行頭取で「ロッジP2」構成員のロベルト・カルヴィや、同じく「ロッジP2」構成員でカルヴィと同じくマフィアのマネーロンダリングに携わった銀行家のミケーレ・シンドーナとの関係が深かったと言われており、実際に1973年にはシンドーナを「リラの守護神」として表彰している。
このことから、ボローニャ駅爆破テロなどで指名手配されたジェッリの逃亡幇助や、アンブロシアーノ銀行の破綻、更にカルヴィの暗殺事件にも大きくかかわっていたことが各種報道や裁判で明らかになっている。さらにバチカン銀行総裁のポール・マルチンクス大司教やジェッリ、カルヴィが関与していたと噂されるヨハネ・パウロ1世教皇の「暗殺」にも関与していたとも言われている。

### 首相退任
1980年代後半から1990年代初期の冷戦終結によって、反共産主義であることでアメリカやCIAなどから守られてきたアルゼンチンやチリ、パラグアイ、大韓民国などの軍事独裁政権や、パナマなどのマフィアと癒着した独裁政権は終わりを告げたが、イタリアも例外ではなかった。
アンドレオッティは、1969年に起きた「フォンターナ広場爆破事件」や1980年に起きた「ボローニャ駅爆破テロ事件」をはじめとする、1970年代前後にイタリアで多発した一般人を多数巻き込んだ無差別テロ事件「グラディオ作戦」への関与、さらにアンドレオッティやその側近の相次ぐマフィアなどの暴力装置との関係や汚職が証明されたことを受けて、冷戦終結直後の1992年6月に首相の座を追われた。
その上、アンドレオッティが長年事実上の最高権力者として君臨したキリスト教民主主義は、1994年に解党に追い込まれた。次期首相はイタリア社会党のジュリアーノ・アマートとった。

#### 裁判
首相の座を追われたアンドレオッティは、退任の原因となった複数のマフィアがらみの犯罪について起訴されることとなった。

#### 「ファルコーネ判事暗殺事件」

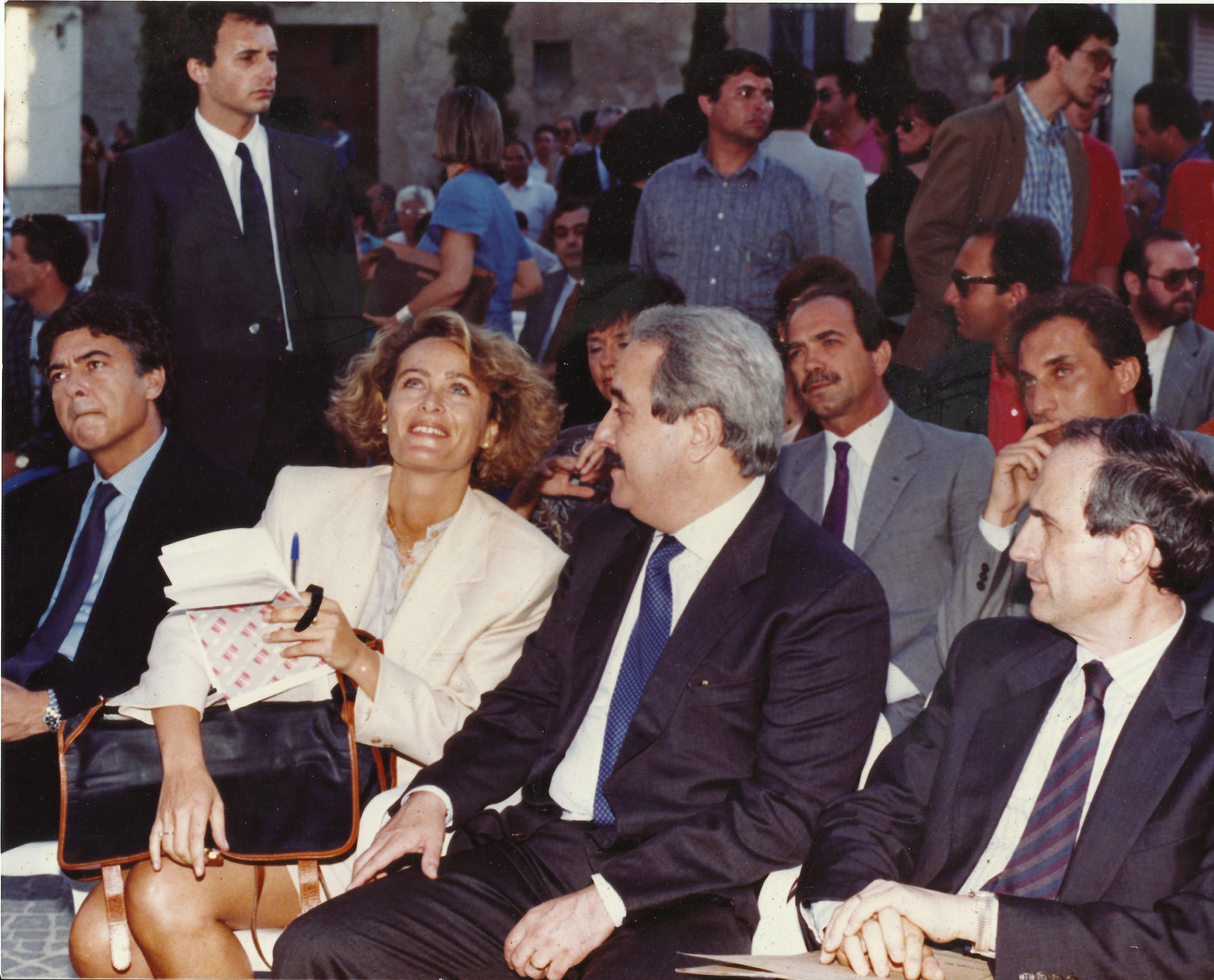
ファルコーネ判事（中央）

首相退任の翌年の1993年5月には、贈賄とマフィアとの癒着の容疑で検察より捜査通告が出され、かねてから親密な関係が噂されていたシチリアマフィアのドンであるサルヴァトーレ・リイナなどとの親密な関係が暴露された。
なお、リイナの裁判の過程において、アンドレオッティはリイナが指名手配を受け逃亡中にもかかわらず、数回に渡り密会していたことが明らかになっている。
このことからアンドレオッティは、リイナをはじめとするマフィアと政界の癒着を解明しようと捜査を行っていたジョヴァンニ・ファルコーネ裁判官が、1992年5月23日にリイナによってパレルモの高速道路に仕掛けられた爆弾で暗殺された事件の「黒幕」と目されている。しかし、2003年5月に控訴審はアンドレオッティに対して「マフィアとの関係は確認されたものの、時効が成立している」との不可解な理由で無罪を言い渡した。
改心者らの話によるとリイナはアンドレオッティの暗殺を命じたことがあるという。しかし、そのころにリイナが捕まり権力がベルナルド・プロベンツァーノに移り実行されなかったという。

#### 「モーロ元首相誘拐事件」

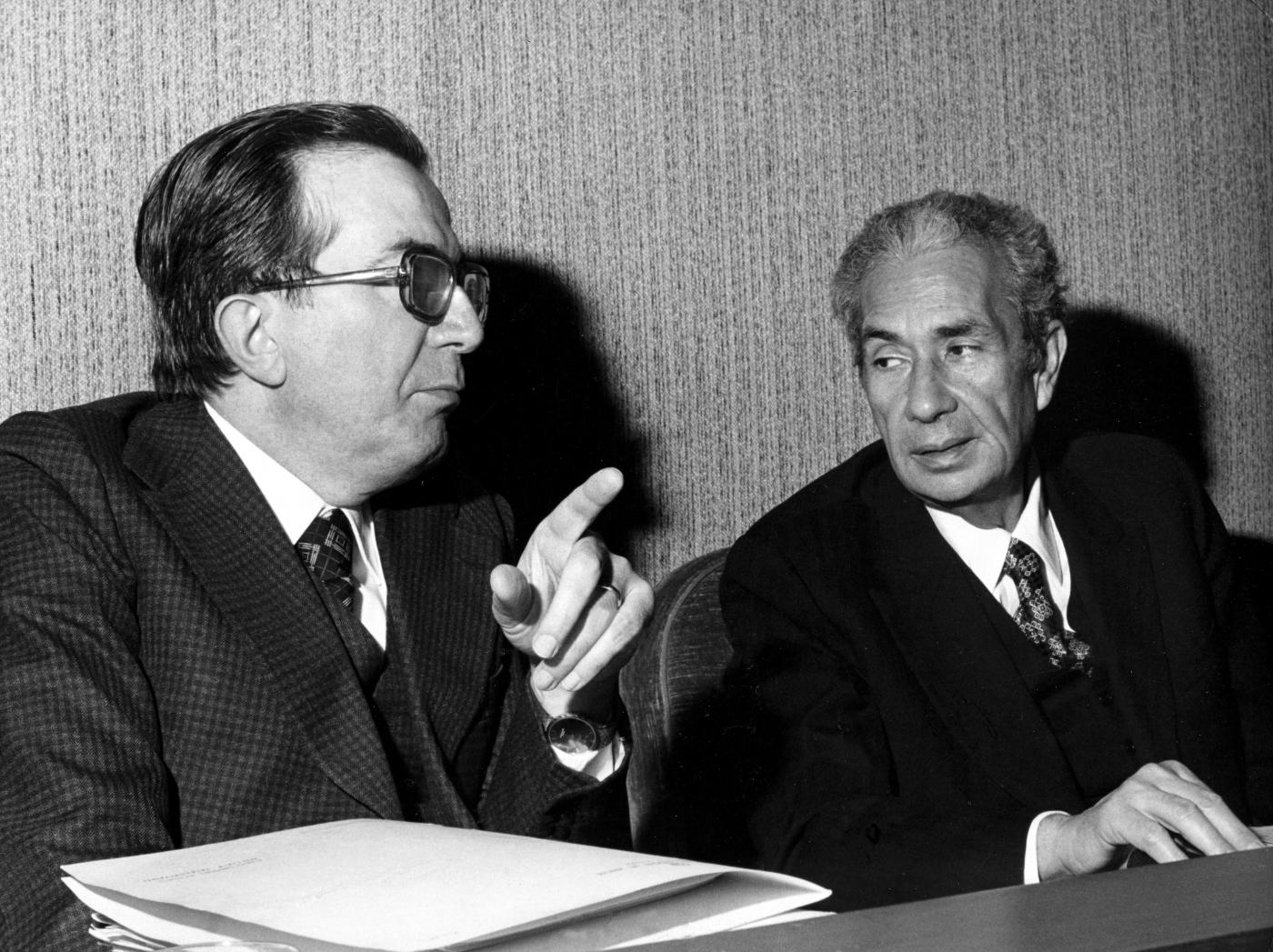
モーロ（右）とアンドレオッティ

さらに、1978年に起きたアルド・モーロ元首相誘拐事件へのアンドレオッティの関与を暴こうとした雑誌編集者で、「ロッジP2」のメンバーでもあるミーノ・ペコレッリの殺害をマフィアに依頼したとして、アンドレオッティの事件への関与を多数の元マフィアが証言したため、2002年11月に殺人罪で懲役24年の有罪判決を受けた。しかし翌年の10月には「証拠不十分」として逆転無罪の判決が出た。
なおこの誘拐事件においては、ローマ教皇を含めたイタリア政界上層部と誘拐犯である「赤い旅団」との間で数度にわたる交渉が行われたものの、モーロと当時対立関係にあったアンドレオッティ率いる当時の内閣は「赤い旅団」の逮捕者の釈放要求を拒否したため、モーロは殺害された。
さらに、モーロが当時イタリア共産党の連立政権への復活を画策していたことから、モーロが解放されることにより、当時、貴族階級出身のエンリコ・ベルリンゲル書記長の主導により、「ユーロコミュニズム」を掲げた共産党勢力がイタリアにおいてさらに勢いをつける（当時イタリアにおいて共産党は2番目の支持率を誇っていた）ことを嫌ったCIAが、アンドレオッティにモーロを解放させぬように圧力をかけた疑いも取りざたされた。

### 晩年
上記のマフィアもしくは殺人、テロからみの複数の裁判における「無罪」を勝ち取ったアンドレオッティは、その強大な影響力と政治力こそ失ったものの、その後も終身国会議員として精力的に活動を続けた。2009年には90歳となり、テレビの生放送のインタビューを受けている最中に突然硬直状態に陥るなど、健康不安がささやかれるようにもなった。
しかし、最晩年も「コリエーレ・デラ・セラ」紙への定期連載を続けたほか、テレビや雑誌などのインタビューに答えるなど活動を続けた。2013年5月6日、ローマの自宅で死去した。94歳没。

## 評価

### 「イタリア政界の硬直化の象徴」

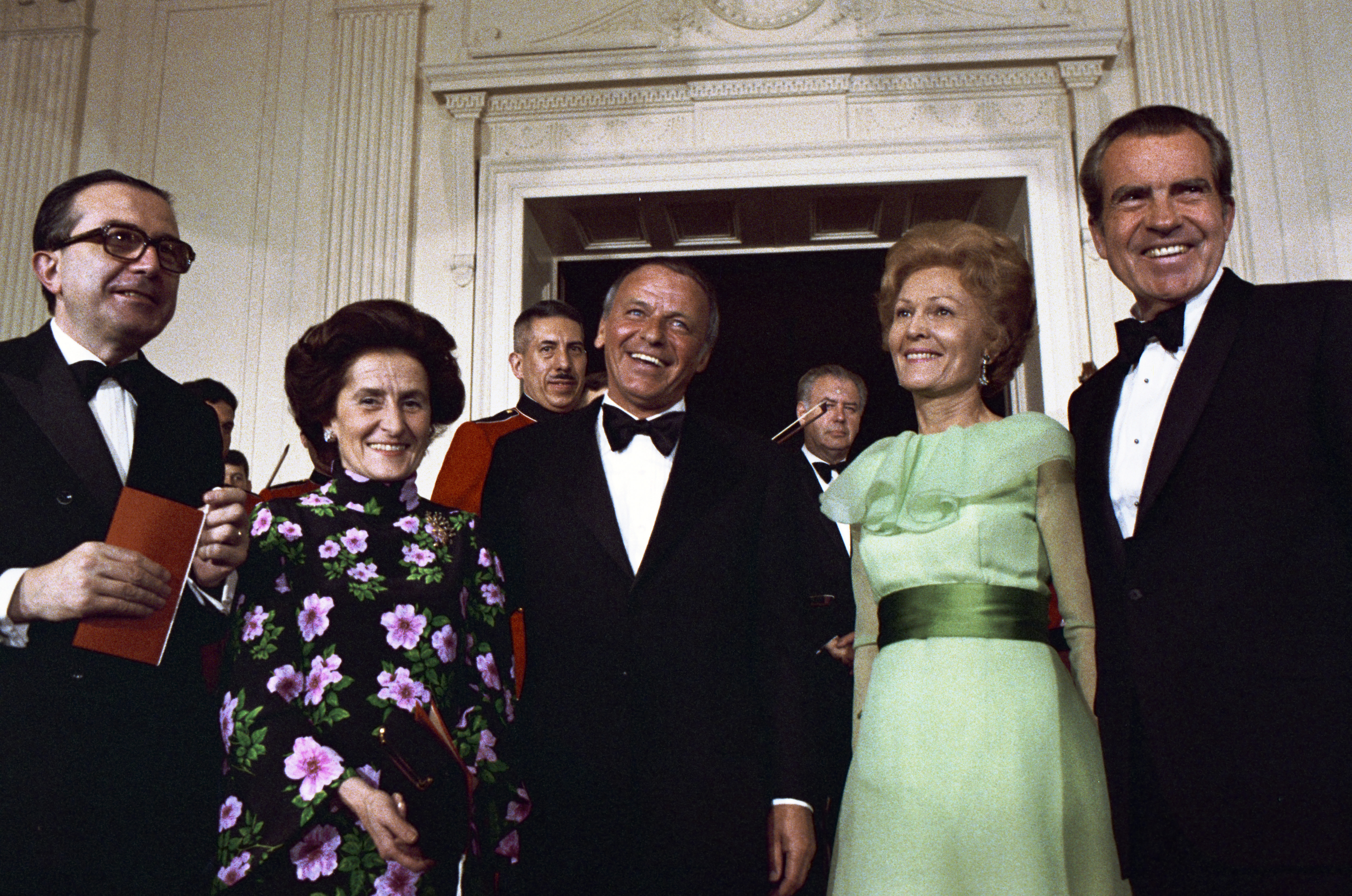
アメリカのリチャード・ニクソン大統領（右端）とフランク・シナトラ（中央）とともに（1973年）

第二次世界大戦直後より永く1990年代に至るまでイタリア政界の実力者として君臨しており、その権力の影響は政界のみならず、財界、法曹界、カトリック教会、はては労働組合からマフィア、テロリストまで幅広く及んでいた。
あまりにも長くに渡って実力者の地位を占めたことから、国内外で「イタリア政界の硬直化の象徴」という見方をされることも多かった。また、自らの経験を基にした「権力は、それを持たないものを消耗させる」という発言がある。

### 「魔王」
1990年代初頭の冷戦崩壊後に、アメリカ合衆国やキリスト教会の支援の下に生きながらえていた世界各国の反共保守政権が、その存在意義を失い崩壊していく中で、自らの利権と反共保守体制を守るためにマフィアとテロリストの関係を続けていたアンドレオッティ（とキリスト教民主主義）もその実態を暴かれ没落することとなった。
その後数々の裁判で有罪判決を受けたものの、自らの影響力を巧みに使い、実刑判決を受けることなく終身上院議員として活動を続けていたことから、イタリアでは「魔王ジュリオ（Divo Giulio）」とも称されていた。

## エピソード
- 1989年に公開されたイタリア系マフィアとイタリア政界、さらにバチカンとの癒着（とカルヴィ暗殺事件及びヨハネ・パウロ1世の「暗殺」）を扱った映画『ゴッドファーザーPARTIII』では、マフィアとバチカンと親密な関係がある政治家「ドン・ルケージ」のモデルとなった。
- 毎日教会でのミサを欠かさず、修道士へ多額の寄付をしていた。4人の歴代ローマ教皇と親密な関係にあった。
- モーロ元首相は、「赤い旅団」に監禁されていた時に書かされた手紙で「アンドレオッティは悪事を行うために生まれてきた男」と批判した。
- 2008年にアンドレオッティの生涯をもとにした映画『イル・ディーヴォ 魔王と呼ばれた男（原題：Il Divo）』（パオロ・ソレンティーノ監督）が制作され、同年のカンヌ国際映画祭 審査員賞を獲得した。